# Eristalinus quinquestriatus
Eristalinus quinquestriatus is een insectensoort uit de familie van de zweefvliegen (Syrphidae) uit de orde van de tweevleugeligen (Diptera). De soort werd voor het eerst beschreven door Johann Christian Fabricius in 1794. De soort kent geen ondersoorten.

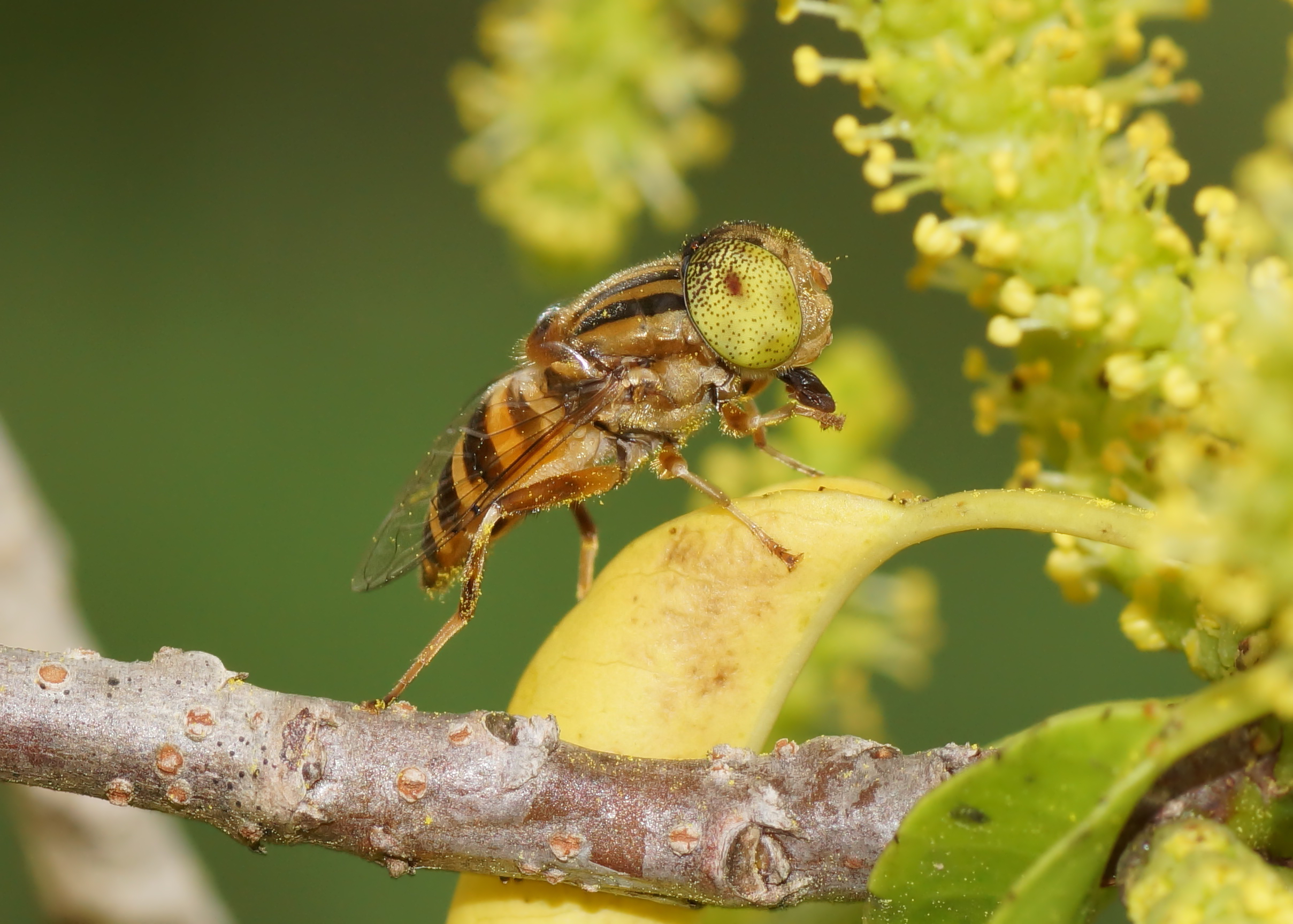
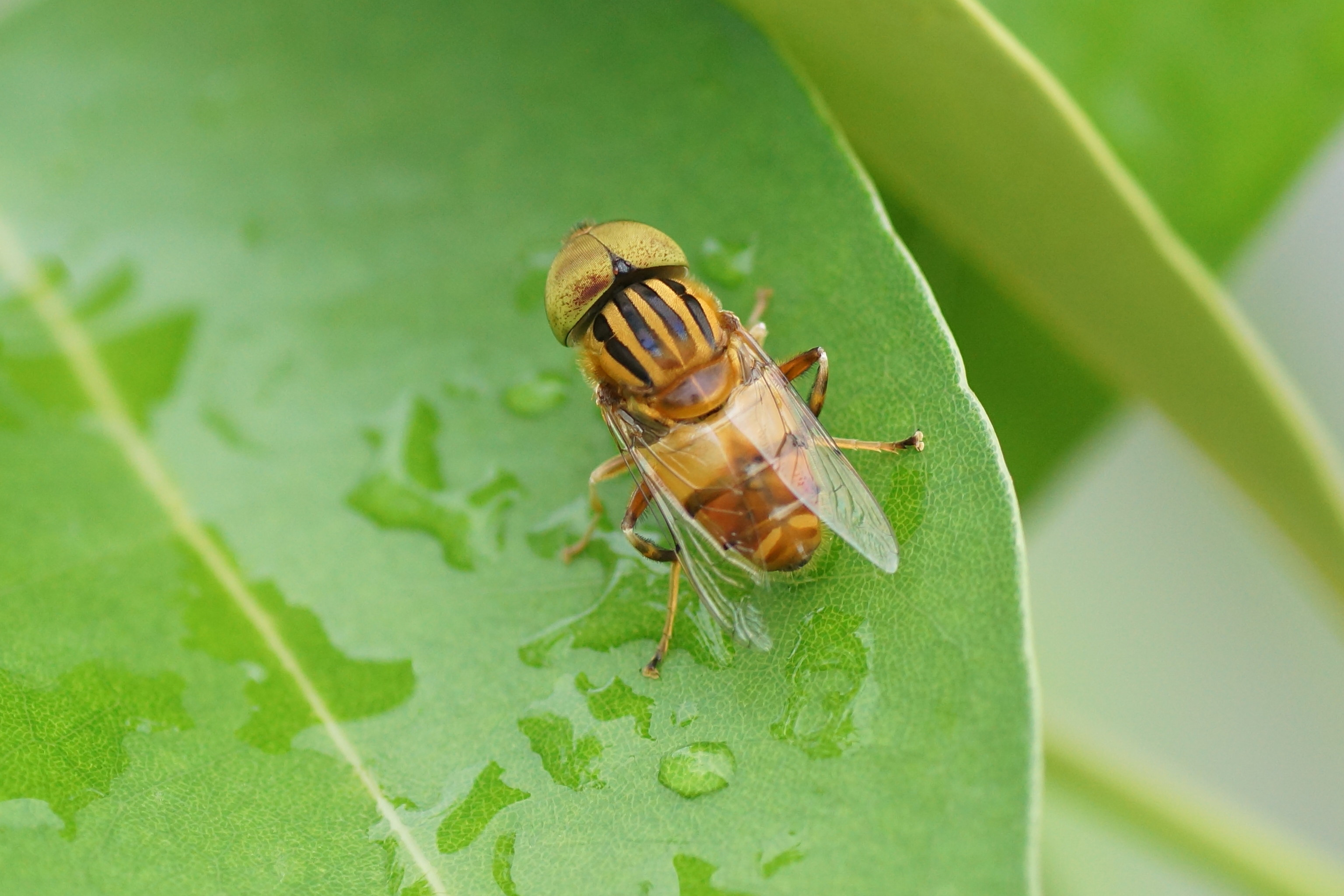